# Пам'ятки Козятина
У Козятині під охороною держави перебувають 2 пам'ятки архітектури і містобудування, 1 пам'ятка монументального мистецтва і 10 пам'яток історії.

## Пам'ятки архітектури і містобудування
| Пор. № | Найменування пам'ятки                                              | Датування     | Місцезнаходження     | Охоронний номер | Дата та № рішення взяття на облік                         | Фото |
| ------ | ------------------------------------------------------------------ | ------------- | -------------------- | --------------- | --------------------------------------------------------- | ---- |
| 1      | Залізничний вокзал (архітектор В. Куликовський, будував О. Кобелєв | 1889 р.       | вул. Привокзальна, 1 | 17-Вн/1         | Рішення виконкому облради нар. деп. від 26.08.87 р. № 299 |      |
| 2      | Водонапірна башта (архітектор О. Кобелєв)                          | 1888–1890 рр. | вул. Васьковського   | 17-Вн/2         | -//-                                                      |      |

## Пам'ятки монументального мистецтва
| № п/п | Охоронний № | Найменування пам’ятки                            | Адреса                                                              | Дата (епоха)    | Дата відкриття або виявлення | Автори (дослід.)        | Матеріал      | Основні розміри         | Рішення про взяття під охорону | Фото |
| ----- | ----------- | ------------------------------------------------ | ------------------------------------------------------------------- | --------------- | ---------------------------- | ----------------------- | ------------- | ----------------------- | ------------------------------ | ---- |
| 1.    | 117         | Пам’ятник двічі Герою Радянського Союзу І. Бойку | м. Козятин Козятинська м/р, територія МВПУЗТ ("залізничне училище") | 1910-1975 р. р. | 1977 р.                      | Київський художній фонд | бронза граніт | бюст 0,5 м, пост. 2,8 м | №75 20.02.1985р.               |      |

## Пам'ятки історії
| № п/п | Охоронний № | Найменування пам’ятки                                                                    | Адреса                                                                 | Дата (епоха) | Дата відкриття або виявлення | Автори              | Матеріал                  | Основні розміри            | Рішення про взяття під охорону | Фото |
| ----- | ----------- | ---------------------------------------------------------------------------------------- | ---------------------------------------------------------------------- | ------------ | ---------------------------- | ------------------- | ------------------------- | -------------------------- | ------------------------------ | ---- |
| 1.    | 383         | Братська могила 53 воїнів Радянської армії, загиблих при звільненні міста                | м. Козятин, Козятинська м/р, на території тубдиспансеру                | 1943 р.      | 1970 р.                      | місцеві майстри     | об. граніт                | об.2,5 м                   | №313 10.06.1971 р.             |      |
| 2.    | 382         | Братська могила 367 воїнів Радянської Армії, загиблих при звільненні міста               | м. Козятин, Козятинська м/р, вул. 8-ма Гвардійська                     | 1943 р.      | 1975 р.                      | Київський худ. фонд | ск. з/бетон, пост. граніт | ск. 2,5 м, п.1,4х1,3х2,4 м | №313 10.06.1971 р.             |      |
| 3.    | 412         | Локомотивне депо, де вперше в місті в грудні 1905 р. був проведений страйк залізничників | м. Козятин, Козятинська м/р, вул. Васильківського                      | 1905 р.      | ІІ пол. XIX ст.              | невідомі            | цегла                     | ___                        | №313 10.06.1971 р.             |      |
| 4.    | 182         | Пам’ятник на честь 50-річчя Жовтневої революції (демонтований у квітні 2012 р.).         | м. Козятин, Козятинська м/р, вул. П. Орлика                            | 1917 р.      | 1967 р.                      | місцеві майстри     | об. граніт, пост. граніт  | об. 7м, п.2,7х3,7х4,5 м    | №291 9.06.1977 р.              |      |
| 5.    | 54          | Братська могила більшовиків                                                              | м. Козятин, Козятинська м/р, територія тубдиспансеру                   | 1919 р.      | 1919 рест. 1984              | місцеві майстри     | граніт                    | об. 1,8 м, могила 1,6х5 м  | №228 22.05.86 р.               |      |
| 6.    | 116         | Пам’ятник воїнам-визволителям (танк)                                                     | м. Козятин, Козятинська м/р, вул. Димитрова (зараз вул. Куликовського) | 1943 р.      | 1982 р.                      | ____                | метал                     | пост. 3,4 м                | №75 20.02.1985 р.              |      |
| 7.    | 29          | Пам’ятник трудової слави залізничників (паровоз серії "Л")                               | м. Козятин, Козятинська м/р, залізнична станція                        | 1982 р.      | 1988 р.                      | місцеві майстри     | метал                     | ___                        | №82 03.04.1990 р.              |      |
| 8.    | 21          | Будинок школи, в якій навчався маршал артилерії Радянського Союзу, професор Бажанов Ю.П. | м. Козятин, Козятинська м/р, вул. Героїв Майдану, 2                    | 1912-18 рр.  | 1896 р. рест. 1945 р.        | невідомі            | цегла                     | 1725 м2                    | №443 22.12.1997 р.             |      |
| 9.    | 36          | Могила воїна–афганця Герасимчука С.А.                                                    | м. Козятин, Козятинська м/р, на кладовищі                              | 1982 р.      | 1983 р.                      | місцеві майстри     | граніт                    | ст. 1,45 м                 | №470 29.12.2002 р.             |      |
| 10.   | 37          | Братська могила 6 радянських воїнів, загиблих при звільненні міста                       | м. Козятин, Козятинська м/р, на кладовищі                              | 1943 р.      | 1974 р.                      | місцеві майстри     | граніт                    | об. 2,8 м                  | №470 29.12.2002 р.             |      |

## Джерело
- Пам'ятки Вінницької області

## Виноски
1. ↑  "'50 лет Октября' чи пам'ятник загиблим у Другій світовій?". Архів оригіналу за 24 травня 2012. Процитовано 15 липня 2012.